# Ван Аллан, Ричард
Ричард Ван Аллан (англ. Richard Van Allan; 28 мая 1935, Клипстоун, графство Ноттингемшир — 4 декабря 2008) — британский оперный певец (бас).
В детстве пел в церковном хоре в Болсовере, затем в годы обучения в школе в Мансфилде участвовал в школьных оперных постановках Гилберта и Салливана. Не окончив школу, ушёл в полицейское училище, затем прошёл армейскую службу в ФРГ и поступил в британскую полицию констеблем. Позднее окончил в Вустере учительский колледж, преподавал в школе в Бирмингеме, одновременно занимаясь вокалом в Бирмингемской консерватории под руководством Дэвида Франклина.
С 1964 г. пел в хоре Глайндборнского оперного фестиваля, в 1966 г. дебютировал там же в маленьких партиях; одновременно выступал в лондонском театре Сэдлерс-Уэллс, где, в частности, в 1969 г. пел попеременно заглавную партию и партию Лепорелло в моцартовском «Дон Жуане» (вторая из этих партий стала в дальнейшем одной из ключевых в карьере певца). В том же 1969 г. дебютировал на сцене Уэльской национальной оперы, а в 1971 г. — на сцене Ковент-Гарден. За пределами Великобритании выступал, прежде всего, в различных театрах США, хотя на сцену Метрополитен-опера впервые вышел только в 1987 г. как кавалер де Грие в «Манон» Жюля Массне. В репертуаре Ван Аллана преобладали оперы Моцарта и Верди; в то же время он выступал и в современном репертуаре, в частности, зарекомендовав себя как выдающийся исполнитель партии Клэггарта в опере Бенджамина Бриттена «Билли Бадд». В последний раз появился на сцене в 2006 г. на Эдинбургском фестивале.
Кавалер Ордена Британской империи (2001).
Умер от рака лёгких.